# Художественный клуб Филадельфии
Художественный клуб Филадельфии (англ. Art Club of Philadelphia, также Филадельфийский художественный клуб) — художественное сообщество (арт-клуб) в США.

## История и деятельность
Был основан 7 февраля 1887 года для развития искусства в стиле Century Association: удобное, даже роскошное место для художников и любителей искусства, где они могли работать и общаться.
В уставе клуба провозглашалось, что он создан для продвижения знаний и любви к изобразительному искусству посредством выставки произведений искусства, приобретения книг и статей с целью создания художественной библиотеки, чтения лекций по предметам, относящимся к искусству, приемов, проводимых мужчинам или женщинам, а также для содействия социальных связям между его членами.

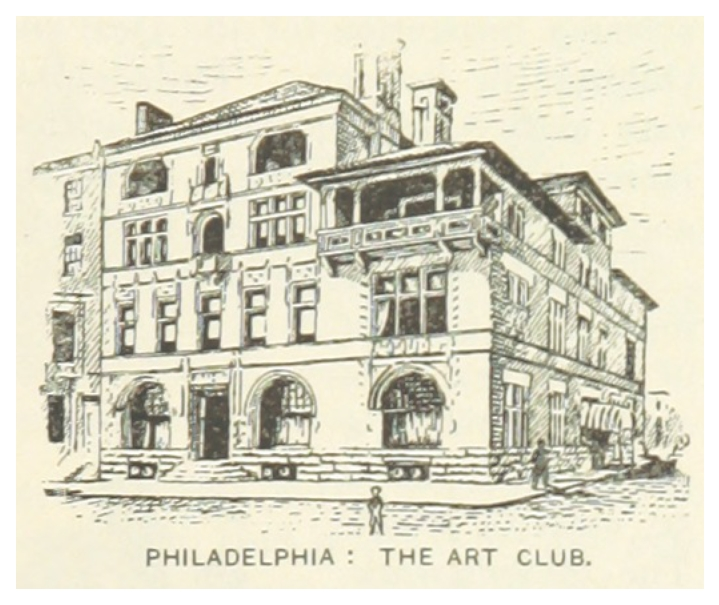
Здание клуба

Архитектурный конкурс 1888 года на проектирование здания клуба выиграл филадельфийский архитектор Фрэнк Майлз Дэй. Здание было построено в 1890 году и снесено в 1975—1976 годах.
Арт-клуб был одной из ведущих площадок США, где проводились персональные и групповые художественные выставки. Каждый год клуб вручал золотую медаль художнику за выдающееся произведение — эта художественная награда считалась одной из самых престижных в стране.
Художественный клуб Филадельфии был распущен 9 ноября 1940 года.